# 1133
1133 (MCXXXIII) a fost un an obișnuit al calendarului iulian.

## Evenimente
- 19 martie: În ierarhia ecleziastică, Genova este ridicată la rangul de arhiepiscopie; episcopii din Corsica se separă între Genova și Pisa.
- 27 mai: Sultanul selgiucid Massud își afirmă superioritatea față de fratele său Toghrul al II-lea, care stăpânea provinciile orientale ale statului selgiucid.
- 4 iunie: Are loc ceremonia încoronării lui Lothar al III-lea (Lothar de Saxonia) ca împărat romano-german de către papa Inocențiu al II-lea; evenimentul se desfășoară în Lateran, dat fiind că San Pietro se află sub antipapa Anaclet al II-lea.
- 4 iunie: Aflat sub presiunea imperialilor, papa Inocențiu al II-lea este nevoit să acorde o bulă, prin care refuză independența arhiepiscopatului polonez cu centrul la Gniezno, aflat în dispută cu arhiepiscopul de Magdeburg.
- 2 august: Baronii anglo-normanzi care au recunoscut-o pe Matilda ca moștenitorare a tronului Angliei, îl recunosc și pe fiul acesteia nou născut, Henric, ca succesor.
- 6 august: Atabegul de Damasc, Ismail ocupă de la cruciați Hama, după care intră în Shaizar și în fortăreața Shâgîf Tirun.

### Nedatate
- ianuarie: Amenințați de victoria califului abbasid al-Mustarchid asupra atabegului Zengi din Mosul, turcii selgiucizi se unesc pentru a proclama un sultan unic, în persoana lui Massud, fratele lui Mahmud al II-lea; Massud se prezintă la Bagdad pentru a primi însemnele puterii direct de la calif.
- iunie: Califul al-Mustarchid pornește un marș împotriva orașului Mosul, pentru a-l îndepărta definitiv pe atabegul Zengi.
- septembrie: Sprijinit pe ascuns de sultanul selgiucid Massud, Zengi reușește să reziste asediului califului al-Mustarchid, care este nevoit să se retragă de la asediul Mosulului.
- În China, se înființează "secta lotusului alb".

## Arte, științe, literatură și filozofie
- Adelaida de Savoia fondează abația Montmartre.
- Este încheiat lucrul la catedrala din Durham, în nordul Angliei.
- Este realizată necropola conților de Hainaut în colegiul de la Mons.
- Geoffrey of Monmouth scrie Historia Regum Britanniae
- Încep lucrările la catedrala din Exeter, în Anglia.
- Universitatea din Oxford este renovată de către teologul Robert Pullen, cu sprijinul unor studenți de la Universitatea din Paris.

## Înscăunări
- 4 iunie: Lothar al III-lea, încoronat ca împărat romano-german.

## Nașteri
- 5 martie: Henric al II-lea, rege al Angliei și duce al Normandiei (d. 1189).
- 7 aprilie: Honen, creatorul japonez al școlii Jōdo-shū, o sectă a Budismului Pământului Pur (d. 1212).
- Sigurd al II-lea, rege al Norvegiei (d. 1155).
- Ștefan al IV-lea, rege al Ungariei (d. 1165).

## Decese
- 19 februarie: Irina Ducaena, împărăteasă a Bizanțului, soția lui Alexios I Comnen (n. 1066).
- 22 mai: Saemundr Sigfusson, istoric islandez (n. 1056).
- 18 decembrie: Hildebert de Lavardin, scriitor francez (n. 1056).
- Ibn Hamdis, poet arab născut în Italia (n. 1056)